# Большое Ущелье
Большое Ущелье (также Индигирская труба, Порожная цепь, Большие пороги, пороги Бусика; якут. Улахан-Хапчагай) — порожистый участок в верхнем течении реки Индигирки с бурным потоком протяжённостью около 100 км, пересекающий высокогорную часть хребта Черского в Якутии (Россия).

## История освоения
Человек заселил долину Индигирки несколько столетий назад. До прихода предков якутов в XVII веке верховья Индигирки (Оймяконская котловина) были местом проживания тунгусов, юкагиров и ламутов. 
В XVII веке по реке с Оймякона сплавился отряд казаков под руководством Ивана Ерастова, а также экспедиция Михаила Стадухина, в которой участвовал Семён Дежнёв. 
Русские начали осваивать реки ниже Большого Ущелья — «шиверов»: в Момской низменности и в низовье. Оймякон в XVII—XVIII веках являлся важным пунктом на Охотском тракте. Ниже ущелья проходила тропа из верхней Яны на Колыму. В 1640-е годы Стадухин начал сплав ниже порогов и доплыл до Ледовитого океана. В то же время к Индигирке вышел отряд Посника Иванова и, перебравшись на правый берег реки, основал будущий Зашиверск. Когда в 1926 году геолог С. В. Обручев проходил мимо Большого Ущелья, он отмечал: «Из всех рек, которые мне приходило проплывать, Индигирка самая мрачная и страшная по своей мощи и стремительности». Одно из названий ущелья — пороги Бусика, в честь начальника гидрографической экспедиции В. Д. Бусика, который погиб в этом месте в 1931 году.

## Описание
Большое Ущелье начинается ниже посёлка Тюбелях (Чумпу-Кытыл) в Порожноцепинском массиве и заканчивается при выходе в Момскую низину, ниже которой на правом берегу реки расположен посёлок Соболох. Ущелье состоит из трёх отрезков. При входе в ущелье река, выше имеющая ширину в 1,5 км, сужается до 200 м. Склоны крутые, порой отвесные. Русло реки здесь извивается. Для плавания этот участок реки опасен: река прижимается то к левому, то к правому борту, из-за чего можно удариться об обрывистый берег. Русло местами преграждают пороги, шиверы, обвалы скал. На этом участке глубина реки неодинаковая, местами глубже 10 м. Случаются обвалы скалистых выступов, особенно в ненастную погоду. За Порожноцепинским массивом ущелье продолжается, русло реки расширяется, скорость падает с 15—20 км/ч до 12—15 км/ч. Высота скал, местами нависающими над рекою, на этом участке достигает 200 м. Гранитные скалы постепенно переходят в слоистые осадочные породы, сформировавшиеся на дне древнего моря. Местами на недоступных скалах встречаются одинокие лиственницы. Обрывистые берега чередуются со склонами осыпей. Этот участок не менее опасен для сплава, как и порожноцепинский. Ниже левого притока — реки Чибагалаха — Индигирка проходит через Чемалгинский массив. Русло здесь узкое, берега отвесные. Это самый опасный участок. За ним ущелье заканчивается, река расширяется и успокаивается. Несмотря на то, что ущелье известно как Большие пороги, по сравнению с шиверами, порогов здесь относительное мало. Шиверы часто встречаются в ущелье, особенно на участке между Порожноцепинским и Чемалгинским массивами.